# Emil Berggreen
Emil Berggreen (* 10. května 1993, Helsingør, Dánsko) je dánský fotbalový útočník a mládežnický reprezentant, který hraje od roku 2015 v německém klubu Eintracht Braunschweig.

## Reprezentační kariéra
Berggreen nastoupil v roce 2014 poprvé za dánský mládežnický reprezentační výběr U21, debutoval 9. září proti Bulharsku (výhra 7:1). Zúčastnil se Mistrovství Evropy hráčů do 21 let 2015 konaného v Praze, Olomouci a Uherském Hradišti.